# 이언 하트 (배우)
이언 하트(Ian Hart, 1964년 10월 8일 ~ )는 잉글랜드의 배우이다.

## 출연 작품
영화
- 백비트 (1993)
- 랜드 앤 프리덤 (1995)
- 마이클 콜린스 (1996)
- 원더랜드 (1999, Wonderland)
- 해리 포터와 마법사의 돌 (2001)
- 수탉과 황소 이야기 (2005)
- 해리 포터와 죽음의 성물 2부 (2011) - 과거 촬영분, 크레디트 미기재
- 신의 나라 (2017)
- 메리, 퀸 오브 스코틀랜드 (2018)
- 프리즌 이스케이프 (2020)
- 말로우 (2022)

### 텔레비전
- 마이 매드 팻 다이어리 (2013-15)
- 더 테러 (2018)
- 엘리멘트리 (2018)